# Manuel Tercero de Rozas
Manuel Tercero de Rozas, religioso andaluz nacido en El Puerto de Santa María (Cádiz) el 12 de marzo de 1674 y fallecido en Sevilla el 4 de julio de 1752.
Sacerdote agustino, fue predicador de tabla de la iglesia colegial. El arzobispo de Sevilla Luis Salcedo y Azcona le pidió para obispo auxiliar (1736), consagrándose con el título de obispo de Icosio, y agraciándolo el Papa Clemente XII con el cargo honorífico de asistente al Solio Pontificio.
Nombrado visitador general del arzobispado, recorrió este, granjeándose la estima de los fieles. Fallecido el arzobispo Salcedo, se retiró a Jerez de la Frontera, en cuyo alcázar se aposentó en lo que se llamó por mucho tiempo la casa del obispo.
- Datos: Q5994444